# Prägraten am Großvenediger
Prägraten am Großvenediger est une commune autrichienne du district de Lienz dans le Tyrol.